# Seznam finskih športnikov
Seznam finskih športnikov.

## Seznami
Seznam finskih dirkačev

Seznam finskih nogometašev

Seznam finskih smučarjev

Seznam finskih smučarskih skakalcev

Seznam finskih hokejistov

Seznam finskih atletov